# Bahnhof Midrand

Streckenführung des Gautrain-Nahverkehrssystems

Der Bahnhof Midrand des südafrikanischen Nahverkehrssystems Gautrain befindet sich auf dem Gebiet der City of Johannesburg im Stadtteil Midrand. Der oberirdisch angelegte Bahnhof liegt an der Old Pretoria Main Road (R101). Die Autozufahrt erfolgt über die abzweigende New Road. Nördlich der Station erstreckt sich der Flughafen Grand Central Airport.
Der Bahnhof liegt an der Nord-Süd-Strecke des Gautrain zwischen deren Endpunkten Hatfield und Park Station. Passagiere mit dem Ziel Rhodesfield oder Flughafen O. R. Tambo müssen in der Station Sandton umsteigen.

## Anschlüsse mit anderen Verkehrsträgern

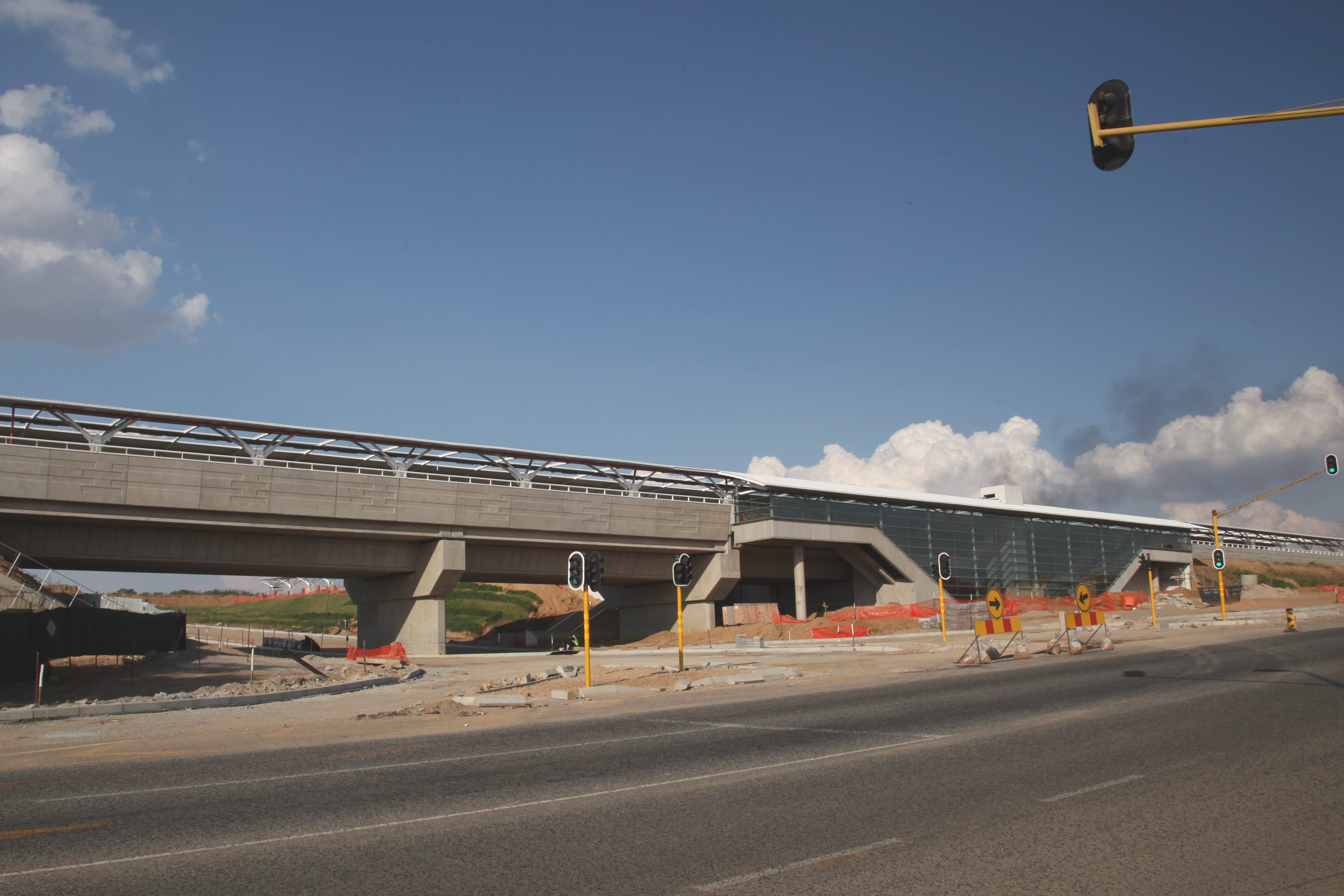
Midrand-Station während der Bauphase

Die Station erreicht man mit verschiedenen Verkehrsangeboten. Dazu zählen der Gautrain-Busservice für Gautrain-Passagiere, ein eigenes Zubringersystem an den Stationen, ferner Busse des kommunalen Rea Vaya Bus Rapid Transit, des Johannesburg Metropolitan Bus Service (Metrobus) sowie Taxidienste.
Nahe der Gautrain-Station befinden sich PKW-Stellplätze und Kurzzeitparkplätze.

## Urbane Funktionsbereiche und Sehenswürdigkeiten nahe der Station
- das Geschäftszentrum Midrand CBD
- Bildungsinstitutionen: UNISA Business School und die Midrand University,
- Gallagher Estate, der Sitz des Panafrikanischen Parlaments.